# Krakovská brána (Severní vněkarpatské sníženiny)
Krakovská brána (polsky Brama Krakowska) je geografický makroregion – brána v Malopolském vojvodství v jižním Polsku.

## Geografie, geomorfologie a geologie
Krakovská brána má v polském geografickém značení značku 512.3. Nachází se v tektonických depresích severního Podkarpatí. Patří do oblasti Severních Vněkarpatských sníženin (Podkarpacie Północne) a nadcelku pohoří Západní Karpaty (Karpaty Zachodnie), které jsou součástí Karpat a rozsáhlého geomorfologického Alpsko-himálajského systému.
Hranice Krakovské brány tvoří na západě Kotlina Oświęcimska (512.2), na východě Kotlina Sandomierska (512.4-5), severovýchodě Niecka Nidziańska (342.2), na jihu Pogórze Wielickie (513.33) patřící do Západobeskydské podhůří (Pogórze Zachodniobeskidzkie). Severní hranici tvoří hrást Garb Tenczyńsky (341.34) patřící do vysočiny Wyżyna Krakowsko-Częstochowska (Krakovsko-čenstochovská jura) v rozsáhlém geomorfologickém Hercýnském systému.

### Členění Krakovské brány
Krakovská brána se obvykle dělí na tři mezoregiony:
- Rów Skawiński (512.31) – na východě,
- Obniżenie Cholerzyńskie (512.32) – na severu,
- Pomost Krakowski (512.33) – ve středu a na východě.

## Vodstvo Krakovské brány
Vodstvo Krakovské brány patří do povodí veletoku Visla a úmoří Baltského moře.

## Osídlení Krakovské brány
Krakovská brána je poměrně hustě osídlená. Největším městem je Krakov.

## Bielańsko-Tyniecki Park Krajobrazowy
Nachází se zde krajinný park Bielańsko-Tyniecki Park Krajobrazowy.

## Galerie

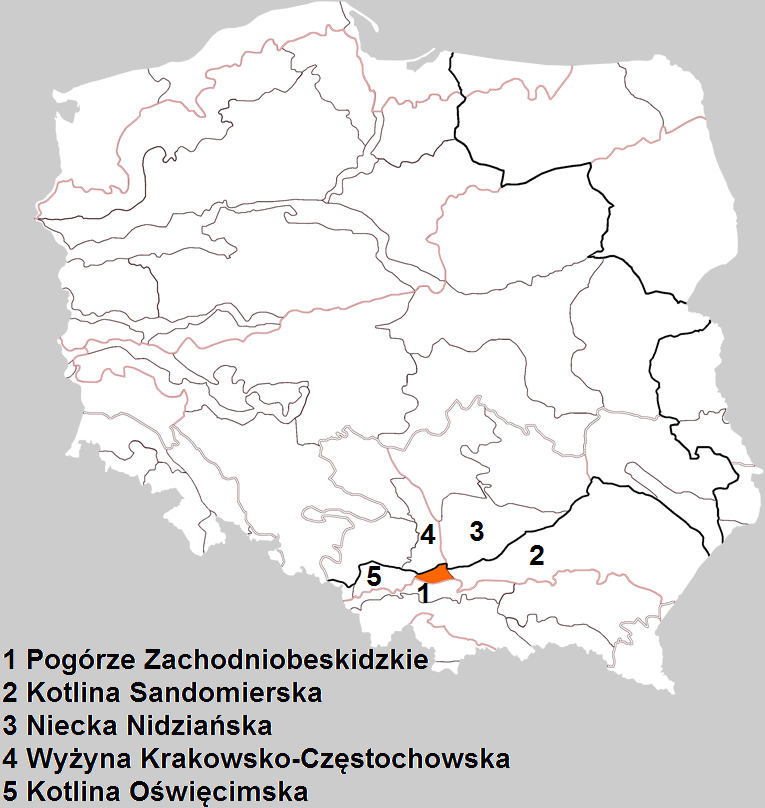
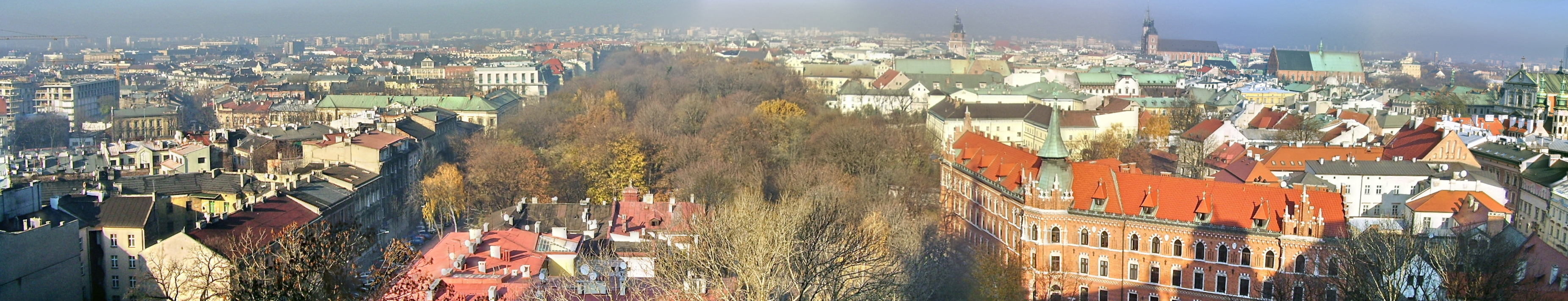